# Sally Crute
Sally Crute née le 27 juin 1886 à Chattanooga, dans le Tennessee et morte à Miami le 12 août 1971 est une actrice américaine de l'ère du film muet.

## Biographie
Sally Crute généralement interpréte généralement une veuve ou un charmeur d'hommes dans les films. Elle travaille pour Edison Studios. Elle est une femme influente de Harold Lockwood, Joseph Burks et Frank Lyon, entre autres.
Dans In Spite of All (1915), elle interprète le rôle de Stella, une célèbre danseuse qui séduit le héros du film. Dans Her Vocation (1915), elle apparaît comme une femme aventureuse dans un casting incluant Augustus Phillips.Dans When Men Betray (1918), Sally Crute joue le role d'une femme si séduisante qu'elle fait des hommes ses esclaves volontaires.
Sally Crute réalise The Ace of Cads en 1926. Le film met en vedette Adolphe Menjou. Elle est également apparue dans Tin Gods (1926) avec Thomas Meighan.

## Filmographie partielle
- 1915 :  In Spite of All
- 1915 : The House of the Lost Court
- 1916 : The Light at Dusk
- 1917 : Blue Jeans de John H. Collins
- 1917 : The Law of Compensation
- 1917 : The Beautiful Lie
- 1917 : The Avenging Trail
- 1918 : The Belgian
- 1918 : L'Occident (Eye for Eye) d'Albert Capellani et Alla Nazimova
- 1918 : The Poor Rich Man
- 1918 : Opportunity
- 1919 : The Undercurrent de Wilfrid North
- 1920 : Even as Eve
- 1920 : Blind Wives
- 1920 : The Garter Girl d'Edward H. Griffith
- 1921 : Miss 139
- 1923 : The Tents of Allah
- 1923 : His Children's Children
- 1925 : A Little Girl in a Big City de Burton L. King
- 1925 : The Half-Way Girl
- 1925 : Ermine and Rhinestones
- 1926 : Tin Gods
- 1926 : The Ace of Cads